# Erythrococca welwitschiana
Erythrococca welwitschiana är en törelväxtart som först beskrevs av Johannes Müller Argoviensis, och fick sitt nu gällande namn av David Prain. Erythrococca welwitschiana ingår i släktet Erythrococca och familjen törelväxter. Inga underarter finns listade i Catalogue of Life.